# Skåne
Skåne er det sydligste landskab i Sverige og ligger på den sydligste spids af Fennoskandinavien. Skåne udgør (sammen med cirka 2.324(2014) indbyggere i Halland) ét svensk län med 1.421.781(31. december 2023) indbyggere og indgår i Øresundsregionen. Skåne er Sveriges vigtigste landbrugsområde og en af landets tættest befolkede regioner. De største byer er Malmø, Lund og Helsingborg.
Skåne var indtil 1997 delt i Malmöhus län og Kristianstads län, men styres siden 1997 af Region Skåne, mens Skåne län varetager statens regionale opgaver. Skåne var dansk, tillige med Halland og Blekinge, indtil 1658 (Halland blev dog kontrolleret af Sverige allerede fra 1645).

## Landskab
Skåne udgør det sydligste landskab på den skandinaviske halvø og udgøres i hovedsagen af en halvø beliggende mellem 55° 20′ nordlige breddegrad og 56° 32′ nordlige breddegrad samt mellem 12° 26′ og 14° 35′ ø. l. f. Greenwich. Det grænser mod vest til Kattegat og Øresund, mod syd til Østersøen, mod øst til Østersøen og Blekinge og mod nord til Småland og Halland. Arealet er 11.303 km2, hvoraf 326 km2 er vand.
Længst mod nordvest på grænsen til Halland Bjäre-halvøen at Kattegat, der ligger i forlængelse af Hallandsåsen og finder sin afslutning i den lille ø Hallands Väderø. Mellem denne halvø og Kullens halvø ligger den 24 kilometer lange Skelderviken, som i mundingen er 16 kilometer bred. Syd for Kullen mangler alle dybere indskæringer, og der findes kun et par flade bugter som Lundåkra-bugten syd for i Landskrona, Lomma-bugten nord for Malmø samt Höllvigen, der ligger nord for Falsterbo-halvøen. Denne 10 kilometer lange, fremspringende landtunge fortsættes sydpå i det otte kilometer lange Falsterbo Rev. Til Skåne hører den i Øresund beliggende 7,5 km2 store ø Hven (Ven). Ved Falsterbo bøjer kysten mod øst og danner Kämpinge- og Ystad-bugterne. Den nordlige del af Skånes østkyst udgøres af Hanö-bugten mellem Skåne og Blekinge. Kysten har ved halvøen Lister-landet en dybere indskæring, Saxa-viken. Øst for Åhus findes langs kysten af talrige småholme. Kysten er en flad lavlandskyst. Dog med undtagelse af sydsiderne af Laholms-bugten og Skelderviken, strækningen Helsingborg-Landskrona og Linderödsåsens bratte klint ved Stenshuvud samt kysten rundt Hven. Landskrona er den eneste naturlige havn. Flyvesandsområder og klitter findes ved Falsterbo og Sandhammeren, Skånes sydøstlige odde, samt ved Hanöbugten.
Det skånske terræn er delt i to med en skillelinje fra nordvest mod sydøst. Mod sydvest udgør det et bølget sletteland, der har ligheder med de danske øer. Den nordøstlige del derimod hører snarere til det smålandske højland. Det skånske sletteland afbrydes af en række højdedrag, som er orienterede nordvest-sydøst, og som alle er begrænsede af brudlinjer. De er horste, partier af grundfjeldet, som er skudt op mellem brudlinjerne. I nordvest ligger Hallandsåsen som grænse mellem Halland og Skåne. Åsen deles af to tværdale i tre dele, af hvilke den østlige har Skånes højeste punkt, 206 meter. Mellem Skelderviken og Øresund ligger den 16 kilometer lange og 1-1,5 kilometer brede Kullen eller Kullaberg, som rejser sig 188 meter i vejret. Samme højde har Söderåsen lidt længere mod sydøst. I det østlige Skåne på grænsen mellem Kristianstads og Malmöhus Län hæver sig den 15-30 kilometer brede Linderödsås, som ender i Østersøen ved Stenshufvud nord for Simrishamn. Dens højde er omkring 150-180 meter, men et enkelt punkt når i Svensköps Sogn 196 meter. Mellem Ringsjön og Vombsjön danner den en 100-120 kilometer bred højslette. I det sydlige Skåne hæver sig endelig den 17 kilometer lange og 3-4 kilometer brede Romeleås (Romeleklint), som i nord er 175 meter høj. Det skånske sletteland skæres således i flere stykker. Nordøst for Linderödsåsen ligger Kristianstads-bækkenet med Ivösjön og Hammarsjön. Mellem Linderödsåsen og Romeleåsen breder sig Österslätt, som i syd går over i den bakkede og meget frugtbare Söderslätt omkring Ystad, Sveriges frugtbareste egn. Endelig strækker den vestskånske slette sig vest om Romeleåsen op til Skelderviken.
Skånes vandløb er gennemgående små. Længst mod nordøst danner Skräbeån afløb for den 58 km2 store Ivösjön, der indeholder Ivö (12 km2) og nordfra modtager Holjeån. Størst er Helgeå (193 kilometer), der kommer fra Småland og i syd optager Finjasjöns afløb Almaån. Ved Åhus udmunder den i Østersøen gennem to arme. Yderligere nævnes Lödde å eller Kjeflingeån, der gennemstrømmer Vombsjön og udmunder i Lomma-bugten, Vegeholmsån, der falder i Skelderviken, samt Rönne å, der gennemstrømmer den 43 km2 store Ringsjö og ligeledes udmunder i Skelderviken.

## Geologi
Skånes geologi kan opvise en rigere formationsrække end noget andet sted i Skandinavien. I modsætning til den øvrige skandinaviske halvø har Skåne i det lange tidsrum fra kambrium til kvartærtiden gentagne gange været dækket af havet. De talrige forskydninger og den hyppige forekomst af eruptive dannelser som diabas og basalt vidner om en urolig tilvævelse. Jævnsides og i samme niveau forekommer der lag af uens alder. Brudlinjerne går som regel fra nordvest til sydøst, men det nøjere studium af de geologiske forhold hæmmes ikke lidt ved det mægtige dække af moræneler, der under istiden er udbredt over næsten hele Skåne.
Underlaget er mod nordøst alle vegne grundfjeld og særlig gnejs. Grænsen for grundfjeldet danner en linje fra Skelderviken til egnen nord for Simrishamn indesluttende Söderåsen og Linderödsåsen, men desuden kommer det frem i Romeleåsen samt i Kullen. Kambrisk-siluriske dannelser som kvartsitsandsten (hardebergasandsten), alunskifer, ortoceratitkalk og graptolitskifer forekommer i et par store bælter, der fra egnen mellem Simrishamn og Sandhammeren og fra egnen ved Ystad strækker sig mod nordvest gennem det sydøstlige og mellemste Skåne samt i et mindre parti på sydsiden af Kullen. Triasdannelser (Keuper) som forskelligfarvede lerarter, sandsten og skifer danner undergrunden i egnen mellem Söderåsen og Landskrona, i et bælte syd for Kullen fra Höganäs til Skelderviken samt omkring Löddeåen ved Hoby nord for Lund. Ved boringer er tillige påvist, at triaslagene ligger under de kulførende juralag i det nordvestlige Skåne, det såkaldte rhæt-lias-system. Dette forekommer på fire steder med et areal på cirka 800 km2. Størst udbredelse har det i Helsingborgområdet fra Helsingborg til Skelderviken og Hallandsåsen, og dernæst findes det i Stabbarpområdet ved byen Eslöv samt i Kurremöllaområdet et langt, smalt bælte langs silursystemets grænse fra Våmbsjön til egnen nord for Ystad og endelig i Höörområdet ved landsbyen Höör nord for Ringsjön, hvor den såkaldte höörsandsten findes.
I hele den sydvestlige del af Skåne samt i egnen om Kristianstad hviler moræneleret på kridtdannelser. Skrivekridt er overvejende, men Saltholmskalk og Faksekalk forekommer også[kilde mangler]; af andre dannelser fra samme periode nævnes sandstenen (Köpinge-sandstenen) fra Ystad og skalgruskalken (Ignabergakalken) og Hannaskogskalken fra Kristianstads-egnen.
Tertiærsystemet er ubetydeligt i Skåne. Ved kysterne findes blokke af tertiær samt rav og forkislede træstykker fra ravpindelagene, men det ligger alt sammen på sekundært leje i morænedannelserne. Derimod findes i et stort tertiært sænkningsfelt omkring Ringsjön vulkanske dannelser, bestående af cirka 70 lave høje og rygge (40-50 meter). De består af prismatiske basaltsøjler. Desuden findes vulkanske bomber, lapilli og aske (tuf på Lilleö i Ringsjön). Tæt ved Klagshamn har man fundet en ringe forekomst af paleocænt grønsandsmergel, det eneste eksempel på faststående tertiære sedimenter på den skandinaviske halvø.

## Klima
I modsætning til nordligere egne, men i lighed med Danmark, har Skåne et øklima med forholdsvis varme vintre og ret kølige somre. Middeltemperaturen for juli ligger i Skåne omkring 16-17 °C. I januar ligger temperaturen omkring 0 °C ved kysten og -1 °C i indlandet.
(Dog lidt koldere endnu i den aller nordøstlige hjørne). For hele året varierer middeltemperaturen fra straks under 7 til lidt over 8 °C. Øresundskysten er varmest, og det er koldest i nordøst. Den årlige regnmængde, der er størst mod nordvest på grænsen til Halland og mindst ved Falsterbo, ligger mellem 40 og 63 centimeter.
Middeltemperaturer for hver måned og årligt, på otte steder i Skåne (SMHI-stationer)
| Stationsnummer | Stationsnavn | Jan  | Feb  | Mar | Apr | Maj  | Jun  | Jul  | Aug  | Sep  | Okt  | Nov | Dec   | Årlig |
| 5223           | Falsterbo    | 0.3  | 0.0  | 1.7 | 5.1 | 10.1 | 14.7 | 16.4 | 16.4 | 13.7 | 10.0 | 5.7 | 2.3   | 8.0   |
| 5337           | Malmö 2      | 0.1  | 0.0  | 2.2 | 6.4 | 11.6 | 15.8 | 17.1 | 16.8 | 13.6 | 9.8  | 5.3 | 1.9   | 8.4   |
| 5251           | Örja         | 0.0  | 0.0  | 2.2 | 6.1 | 11.5 | 15.3 | 16.5 | 16.7 | 13.5 | 9.4  | 5.2 | 2.2   | 8.2   |
| 6203           | Helsingborg  | 0.6  | -0.1 | 2.0 | 6.0 | 11.2 | 15.3 | 16.7 | 16.6 | 13.6 | 9.9  | 5.2 | 1.8   | 8.3   |
| 5343           | Lund         | -0.6 | -0.5 | 2.0 | 6.0 | 11.5 | 15.4 | 16.8 | 16.5 | 13.1 | 9.1  | 4.5 | 1.1   | 7.9   |
| 5353           | Hörby        | -1.6 | -1.5 | 1.0 | 5.4 | 10.4 | 14.4 | 15.5 | 15.3 | 11.9 | 8.0  | 3.6 | 0.1   | 6.9   |
| 5455           | Kristianstad | -1.0 | -1.0 | 1.4 | 5.2 | 10.3 | 14.7 | 16.1 | 15.7 | 12.3 | 8.5  | 4.0 | 0.6   | 7.2   |
| 6322           | Osby         | -2.2 | -2.1 | 0.6 | 5.0 | 10.5 | 14.4 | 15.5 | 14.9 | 11.3 | 7.4  | 2.8 | -0.7, | 6.5   |
| -------------- | ------------ | ---- | ---- | --- | --- | ---- | ---- | ---- | ---- | ---- | ---- | --- | ----- | ----- |

Falsterbo ligger lige i sydvest, Örja lidt øst for Landskrona, Osby i det "kolde hjørn i nordøst" og Hörby lige midt i Skåne.
Malmö2 er den mest centrale af tre stationer omkring byen.

## Plantevækst
Skånes plantevækst ligner Danmarks. Det går således fint at anvende Dansk flora (Frederiksen m.fl. 2006) til bestemmelse af karplanter. Enkelte karplanter, der findes i Skåne, kendes dog ikke fra Danmark. Skåne har som resten af Sverige efter danske forhold store og relativt urørte områder med en varieret flora. Løvskov er fremherskende i de sydlige dele. I de nordlige dele forekommer nåletræer som rødgran (Picea. abies) og skovfyr (Pinus sylvestris) mere almindeligt. Skåne ligger i den nordlige del af egens og bøgens udbredelsesområde. Stilk-eg (Quercus robur) forekommer således hyppigt som enligt træ og i lunde, men egentlige egeskove er sjældne. Derimod er bøgen hyppigt skovdannende, og mellem bøgeskovene breder sig frodige agre, der ved diger og pilehegn er delte i lodder. Som et typisk eksempel på den tidligere natur i det vestlige og sydlige Skåne kan nævnes den urørte skov Dalbyhage eller Dalby Söderskog, en lille fredskov på 38 hektar 10 kilometer sydøst for Lund.

## Befolkning
Det er blevet beregnet, at Skåne omkring 1570 havde henved 110.000 indbyggere, men forud for den Sorte død i midten af 1300-tallet kan befolkningstallet i områderne øst for Øresund (Skåne, Bornholm, Blekinge og Halland) have været over 250.000.
Befolkningsudviklingen fra 1620 til 2020 er beregnet/opgjort således:
| År   | Indbyggere | År   | Indbyggere | År   | Indbyggere |
| ---- | ---------- | ---- | ---------- | ---- | ---------- |
| 1620 | 126.000    | 1820 | 312.000    | 1930 | 757.000    |
| 1699 | 142.000    | 1830 | 350.000    | 1940 | 778.000    |
| 1718 | 152.000    | 1840 | 388.000    | 1950 | 843.000    |
| 1735 | 180.000    | 1850 | 443.000    | 1960 | 882.000    |
| 1750 | 197.000    | 1860 | 494.000    | 1970 | 983.000    |
| 1760 | 202.000    | 1870 | 538.000    | 1980 | 1.023.000  |
| 1772 | 216.000    | 1880 | 580.000    | 1990 | 1.068.000  |
| 1780 | 231.000    | 1890 | 591.000    | 2000 | 1.129.000  |
| 1795 | 250.000    | 1900 | 628.000    | 2010 | 1.228.000  |
| 1800 | 259.000    | 1910 | 685.000    | 2020 | 1 389 336  |
| 1810 | 275.000    | 1920 | 728.000    |      |            |

## Bebyggelse
Bebyggelsen er for en stor del samlet i landsbyer med velbyggede huse og gårde, men Skåne er også herregårdenes land, og, hvor frugtbar jord veksler med skov og sø, ligger slot ved slot.

### Købstæder
Ved overgangen til Sverige 1658 fandtes i landskabet følgende købstæder: Falsterbo, Helsingborg, Landskrona, Kristianstad, Lund, Malmö, Simrishamn, Skanör, Ystad og Ängelholm. Yderligere nogle havde eksisteret, men havde på ny mistet deres privilegier.
Falsterbo og Skanör forenedes i 1754 under en fælles borgmester til Skanör med Falsterbo stad. Da kommunalforordningen af 1862 trådte i kraft, indrettedes de da 10 stæder som stadskommuner. I 1868 blev municipalköpingen Trelleborg atter ophøjet til stad (privilegierne var blevet tabt i 1619). I 1900-tallet blev tre fremvoksende samfund ophøjede til stæder, nemlig Eslöv (1911), Hässleholm (1914) og Höganäs (1936), dog uden at få egen jurisdiktion. De egne rådhusrettigheder afvikledes i Simrishamn 1944, Skanør med Falsterbo og Ängelholm 1948, Ystad 1961, Trelleborg 1964 og Landskrona 1967, mens de blev bevarede i de større stæder frem til tingsrättsrefomen 1971. I forbindelse med kommunalreformen i 1971 indførtes en fælles kommunetype, og stæderne mistede deres kommunale særstilling. I dag er de gamle stæder i form af tätorter centralorter i kommunerne med samme navn. En undtagelse er Skanör med Falsterbo, som er en tätort i Vellinge kommun.

### Større bebyggelser
Følgende bebyggelser har mere end 10.000 indbyggere ifølge tätortsavgränsningen 2010:
1. Malmö/Malmø, 280.415
2. Helsingborg, 97.457
3. Lund, 82.800
4. Kristianstad/Christianstad, 35.711
5. Landskrona/Landskrone, 30.499
6. Trelleborg, 28.290
7. Ängelholm/Engelholm, 23.240
8. Hässleholm/Hasselholm, 18.500
9. Ystad/Ysted, 18.350
10. Eslöv/Eslev, 17.748
11. Staffanstorp/Steffenstrup, 14.808
12. Höganäs/Højenæs, 14.107
13. Kävlinge/Kævlinge med Furulund/Furelund, 13.200 (heraf 9.049 i Kävlinge)*
14. Oxie, 11.493 (Malmö stad)
15. Lomma/Lomme, 10.837
16. Svedala/Svedale, 10.627
17. Höllviken/Hulvigen, 10.607 (Vellinge kommun)
18. Bunkeflostrand, 10.386 (Malmö stad)

*Det svenske statistiske institut, SCB, opfatter disse to byer som adskilte fra hinanden, selv om den eneste grænse er Kävlingeån. Se fx Google maps.
Andre kommunala centralorter med undtagelse af Burlöv (hvis hoveddel indgår i Malmös tätort) med indbyggertal 2010:
1. Åstorp/Aastrup, 9.488
2. Kävlinge/Kævlinge, 9.049
3. Klippan/Klippen, 8.116
4. Höör/Hør, 7.865
5. Bromölla/Bromølle, 7.595
6. Skurup, 7.565
7. Osby, 7.157
8. Hörby/Hørby, 7.085
9. Bjuv/Buv, 6.832
10. Sjöbo/Søbo, 6.724
11. Simrishamn/Simmershavn, 6.527
12. Tomelilla/Tommelille, 6.444
13. Vellinge, 6.304 (ikke den største ort i Vellinge kommun)
14. Perstorp/Perstrup, 5.665
15. Båstad/Baasted, 4.961
16. Örkelljunga/Ørkelunge, 4.818
17. Svalöv/Svalev, 3.633
18. Broby, 2.920 (centralort i Östra Göinge kommun)
19. Skanør og Falsterbo

## Landsdele
- Bjære (eller Bjärehalvön)
- Kullen (eller Kullabygden)
- Gønge (Göinge)
- Østerlen (Österlen)
- Søndersletten (Söderslätt)

## Historie
Navnet Skåne kan sandsynligvis føres tilbage til urgermansk *skaðin-awjo ("skade-ø", "farlig kyst", vel om de farlige farvande ved Falsterbo eller Kullen), som blev overtaget af romerne som Scadinauia, senere Scandinauia.[kilde mangler] Skandinavien blev senere en betegnelse for hele området nord for Germanien. Skåne, samt Hallands og Blekinges kystlandskaber udgjorde oprindeligt i geografisk henseende en naturlig enhed sammen med de danske øer og Jylland, idet have og sunde var lige så meget forbindende alfarveje. Fra Sverige var Skåne derimod adskilt ved store, ufarbare skove i Småland og Mellemsverige, der først sent koloniseredes.[kilde mangler] Skåne er rig på fortidsminder, og arkæogiske udgravninger viser, at regionens frodige jord har understøttet en stor befolkning i området i mange tusind år, heriblandt Kivik-graven fra bronzealderen, Ales sten fra førromersk jernalder, en lang række stensætninger og bopladser, ikke mindst Uppåkra, syd for Lund, som som er en af Skandinaviens største og længstvarende jernalderbopladser sammen med Sorte Muld på Bornholm og Gudme på Fyn.

### Middelalder
Historisk set er Skåne det største landskab i Skånelandene og et tidligere dansk kerneland. Omkring 980 kæmpede Harald Blåtand sig til magten i øresundsområdet og Skånes sydkyst blandt andet via bygning af trelleborge. Svend Tveskæg stadfæstede denne magt blandt andet i slaget ved Svold omkring år 1000, hvor han reelt tilkæmpede sig magten i hele Norden..[kilde mangler]
Adam af Bremen beskrev i 1068 Skåne som Danmarks rigeste, skønneste og vigtigste del med den talrigeste befolkning og som et stort handelsmidtpunkt. Malmø var i flere hundrede år Danmarks næststørste by. Fra 1104 til 1536 var Lund Danmarks ærkebispesæde, og en tid endog hele Nordens, og her opbevaredes det danske rigsbanner, Dannebrog..[kilde mangler]
Ærkebispesædet i Lund rådede over et område, som strakte sig fra den nordtyske kyst til Nordkalotten, og havde en central rolle for hele Norden. Allerede i 1000-tallet havde Skåne ifølge Adam af Bremen 300 kirker, flere end hele det øvrige Danmark. Kirken i Dalby bygget under Svend Estridsen i 1060 var en af Danmarks første stenkirker. Samtidig var Skåne hjemsted for mange af de rigeste og mægtigste danske adelsslægter som fx Thott og Trolle.
Efter den danske borgerkrigs kulmination i slaget ved Fodevig 1134 etablerede sejrherren Erik Emune sig i Lund og gjorde det til landets vigtigste by. I 1300- og 1400-tallet stod Skåne i livlig handelsforbindelse med Hansestæderne, der udnyttede det rige sildefiskeri ved kysterne på Skånemarkedet: Fra 1370 til 1385 besad Hanseforbundet som pant Skanør, Falsterbo, Malmö og Helsingborg med underliggende herreder. I 1429 lykkedes det Erik af Pommern at indføre Øresundstolden i kraft af, at han var herre over kysterne på begge sider af Øresund.[kilde mangler]
I den sidste danske tid var Skåne inddelt i fire len: Helsingborg Len, Malmøhus Len, Christiansstad Len og Ysted Len.
Bornholm var indtil 1660 en skånsk landsdel och udgjorde sammen med Skåne, Halland og Blekinge det historiske Skånelandene. Siden 1660, da Bornholm atter blev dansk, blev Skånelandene dermed delt op i en danskstyret og en svenskstyret skånsk landsdel.

### Dansk-svenske krige
Ved freden i Roskilde i 1658 måtte Danmark afstå Skåne til Sverige, hvilket stormagterne godkendte i Haag-artiklerne fra 1659. I Skånske krig (1675-79) og ved en invasion i 1709-1710 under Store Nordiske Krig forsøgte Danmark at genvinde provinsen, men det mislykkedes, dels fordi den danske hær tabte de to afgørende slag ved Lund 1676 og Helsingborg 1710, og dels fordi de europæiske stormagter Frankrig, England og Nederlandene ikke ønskede, at samme stat besad begge sider af Øresund.

### Forsvenskning
Fra 1658 til 1720 var Skåne ikke inkorporeret i det egentlige Sverige, men var en slags koloni, såkaldt "inrikes, utländskt land". Området blev styret af en generalguvernør under den svenske konge.[kilde mangler]
Flere skånske oprør mod den svenske centralmagt blev slået ned med stor brutalitet. Guerillakrigere, de af svenskerne nedladende såkaldte "snaphaner", blev tortureret til døde, og i områder, hvor der var mange snaphaner, blev civilbefolkningen udsat for overgreb. Selv kaldte disse guerillakrigere sig "Friskydter". I et tilfælde blev våbenføre mænd forsøgt henrettet.[kilde mangler]
De første 50 år efter freden i Roskilde blev de vigtige administrative forandringer foretaget i den proces, der kaldes Skånes försvenskning. Også i Sverige indførtes enevælde og også en hårdere styring af Skåne. Universitetet i Lund blev oprettet i 1666 bl.a. for at forsyne landsdelen med embedsmænd. Under Johan Gyllenstierna og senere Rutger von Aschenberg blev danske adelsmænd i nøglepositioner erstattet af svenske. De fleste danske adelsmænd blev optaget i den svenske adel, hvilket krævede, at de svor troskab mod den svenske konge
I de første år forblev de danske præster i deres sogne, og kirkegangen foregik med dansk sprog og skik. I 1686 indførtes svensk kirkeordning og herefter også svensk katekismus og salmebog. De svenske salmer havde oftest samme melodi som de danske; i andre tilfælde blev de danske salmer oversat til svensk, hvilket var et vigtigt element i udbredelsen af svensk i almuen. Også den danske præstedragt blev byttet ud med den svenske.

### Blodbadet i Klågerup 1811
Det sidst beskrevne blodbad skete i Klågerup den 15. juni 1811. Omkring 1.500 bønder protesterede mod den ny svenske kronprins, den forhenværende franske marskal Jean Baptiste Bernadotte, og dennes tvangsrekruttering af soldater i Skåne. Generalmajor Hampus Mörner kommanderede den svenske hær til at angribe de protesterende bønder. Hvor mange bønder, som dræbtes, er uvist: De dødes kammerater havde hentet ligene, allerede før svenskerne begyndte at tælle antallet af døde. Officielt registreredes 36 døde, men det korrekte tal er sandsynligvis over 100. Mange af de overlevende blev straffet hårdt ved en rettergang på Stortorget i Malmø den 4. november samme år. Her dømtes 20 til døden ved halshugning; 43 idømtes piskning og 6 år i fængsel, mens 31 personer 'kun' idømtes piskning. Resten af de 135 tiltalte blev frikendt eller fik kun en kortere fængselsstraf.
Dette foregik ikke kun i Skåne, men gik også ud over de tabte norske landsdele (Bohuslän, Jämtland og Härjedalen) og de andre tabte danske landsdele med dansk identitet (Halland og Blekinge). Forsvenskningen gik hårdest ud over Skåne.[kilde mangler]

### Bro til Danmark
I 2000 blev Skåne genforenet med Danmark i form af den faste forbindelse Øresundsbroen mellem København og Malmø. I forbindelse hermed blev der oprettet en jernbaneforbindelse, og samme tog betjener nu den sjællandske øresundskyst mellem Helsingør og København og det skånske banenet. Det er således blevet muligt uden omstigning at rejse mellem stationerne på Kystbanen og stationer i Skåne, Halland og Blekinge. En vis daglig pendling over grænsen sker hver dag, og ligeledes rejser mange mellem Sjælland og Skåne for at handle eller som turister.

## Skånsk identitet
Forsvenskningspolitikken betød, at indflydelsen fra det danske sprog og den danske identitet blev undertrykt. Der var dog stadig tale om en særlig skånsk identitet, der i nogen grad vender sig mere mod den nærliggende storby København end mod det fjernere Stockholm. Især med tilflytningen af mange danskere til Skåne, og med de mange skåninge, der i kraft af Øresundsbroen kan pendle til job i København, er der en stigende tendens i denne udvikling.

### Symboler
En uofficiel, men almindelig anerkendt Skånehymne er Nils Hanssons Sang til Skåne fra omkring år 1900. Men der er flere, som fx Zacharias Topelius' Lund-sletten fra 1868; K.G. Ossiannilssons Skånesang fra 1905; Nils Hildestrands "Här är den bygden som fäderna röjde" og Oskar Patrik Sturzenbeckers Det är ett "yndigt" land fra omkring 1850. Sidstnævnte har samme versemål og begyndelsesord som Oehlenschlägers Der er et yndigt land, fordi forfatteren ønskede, at man skulle bruge samme melodi på begge sider af Sundet.[kilde mangler]

### Meningsmålinger om tilhørsforhold
Nylige meningsmålinger foretaget af aviser har vist en overraskende stærk orientering mod Danmark og flertal for en skånsk genforening med Danmark. En af aviserne var den skånske avis Helsingborg Dagblad, hvis hjemmeside den 24. december 2007 anførte svarene på spørgsmålet: ”Vilket land skulle du helst vilja tillhöra?”. Et flertal på 52,2 % svarede Danmark, 35,4 % svarede Sverige, mens de sidste sagde ”Inget av dem”: 10,7 % og ”Vet inte”: 1,7 %.
I den landsdækkende svenske avis Aftonbladet (fra Stockholm) blev de svenske internetlæsere den 26. december 2007 spurgt: ”Tycker du att vi ska ge bort Skåne till Danmark?”, et flertal på 50,8 % svarede ja. Det stemmer overens med læserne af Kvällsposten (fra Malmø), hvor 54,5 % også svarede til fordel for en genforening.
Politiken spurgte den 26. december 2007 danskerne, om de ville have Skåne tilbage. Til det svarede 63 % ja, 32 % nej, mens 6 % satte kryds ved "Ved ikke".
Meningsmålingerne har skabt fornyet debat i svenske og danske medier på trods af avisafstemningers repræsentative mangler.
I Aftonbladets meningsmåling deltog over 183.000 personer. Ved repræsentative meningsmålinger udspørges normalt kun 1.000-1.200 personer. Til gengæld er de udvalgt, så de afspejler befolkningen.
Målingerne blev foretaget uden forudgående politisk debat i medierne.[kilde mangler]

## Seværdigheder i Skåne
- Andrerums alunværk
- Glimmingehus
- Lund Domkirke
- Dalby kirke
- Kärnan
- Malmøhus slot
- Landskrona citadel
- Kivik-graven
- Ales stenar
- Kullen
- Hovs haller
- Turning Torso
- Ven
- Ålegilde
- Söderåsen nationalpark